# Club Test 01
Club Test 01 to pierwszy EP zespołu Bloom 06 z cyklu "Club Test" wydany nakładem Blue Boys. Seria "Club Test" ma zawierać klubowe i dance'owe remiksy piosenek Bloom 06 oraz ich wcześniejszej formacji - Eiffel 65. Premiera odbyła się 5 grudnia 2008 roku. Na Club Test 01 znalazła się między innymi nowa wersja megahitu Eiffel 65 pod tytułem Blue (Da Ba Dee), nagrana w 10. rocznicę powstania utworu.

## Lista utworów
1. Between The Lines [Album Mix] 6:01
2. Blue (Da Ba Dee) [Bloom 06 2008 Extended Concept] 7:44
3. Being Not Like You [Elektro Pop Remix] 4:38
4. Welcome To The Zoo [D-Deck Remix] 5:54